# Entosthodon schimperi
Entosthodon schimperi är en bladmossart som beskrevs av Brugués in Brugués, Dirkse och Cécilia Loff Pereira Sérgio Costa Gomes 2001. Entosthodon schimperi ingår i släktet koppmossor, och familjen Funariaceae. Inga underarter finns listade i Catalogue of Life.